# Wall Doxey
Wall Doxey, född 8 augusti 1892 i Holly Springs, Mississippi, död 2 mars 1962 i Memphis, Tennessee, var en amerikansk demokratisk politiker. Han representerade delstaten Mississippi i båda kamrarna av USA:s kongress, först i representanthuset 1929–1941 och sedan i senaten 1941–1943.
Doxey studerade vid University of Mississippi. Han avlade 1913 grundexamen och 1914 juristexamen. Han inledde sedan sin karriär som advokat i Holly Springs. Han var åklagare för Marshall County, Mississippi 1915-1923. Han var sedan distriktsåklagare 1923-1929.
Doxey efterträdde 1929 Bill G. Lowrey som ledamot av USA:s representanthus. Han omvaldes sex gånger. Senator Pat Harrison avled 1941 i ämbetet och James Eastland blev utnämnd till senaten fram till fyllnadsvalet senare samma år. Doxey vann fyllnadsvalet och efterträdde Eastland som senator 29 september 1941. Han besegrades sedan av Eastland i demokraternas primärval inför senatsvalet 1942. Han efterträddes 1943 av sin företrädare Eastland.
Doxey var Sergeant at Arms i USA:s senat 1943–1947.
Doxey är begravd på Hillcrest Cemetery i Holly Springs. Wall Doxey State Park har fått sitt namn efter Doxey.